# عاليكلااهي (هرازبي الجنوبي)
عالیکلاهي (بالفارسية: عالیکلااهی) هي قرية تقع في إيران في قسم هرازبي الجنوبی الريفي. يقدر عدد سكانها بـ 555 نسمة بحسب إحصاء 2016.

## حلب
- قائمة مدن إيران